# 森村豊明会
公益財団法人森村豊明会（もりむらほうめいかい）は、教育、福祉、学術、文化に関する事業を行う公益法人である。

## 設立目的
社会福祉、教育に対する助成。

## 経緯
森村市左衛門6代目の異母弟で、市左衛門と森村組を設立した森村豊は、米国商法実習生として渡米し、1877年にニューヨークで貿易会社「モリムラ・ブラザーズ」を設立、市左衛門の長男・明六も渡米して一緒に働いていたが、1899年に結核により明六が死去、その1か月後、豊も胃がんで死去した。若死にしたこの二人の慰霊のため、市左衛門は1901年に二人の名をとった森村豊明会を日本初の助成財団として設立した。

## 概要
- 所在地 東京都港区虎ノ門 1-2-16
- 設立 1901年
- 所管 内閣府
- 理事長 種村均